# Svuoto i cassetti
Svuoto i cassetti è un singolo della cantautrice italiana Erica Mou, pubblicato nel 2017 ed estratto dall'album Bandiera sulla luna.

## Video
Il video della canzone è stato girato presso la bottega di tessuti Bassetti a Roma.

## Tracce
- Download digitale

1. Svuoto i cassetti – 3:23